# Eschert
Eschert är en ort och kommun i distriktet Jura bernois i kantonen Bern, Schweiz. Kommunen har 385 invånare (2023). Den ingick före 1 januari 2010 i amtsbezirk Moutier.
Orten omnämns första gången 1179 som Escert.